# LDTR
LDTR (англ. Local Descriptor Table Register — регистр локальной таблицы дескрипторов) — специальный 16-битный регистр, содержащий селектор сегмента LDT. Расположение в памяти и размер определяются соответствующими полями дескриптора.
Загрузка регистра LDTR осуществляется привилегированной командой LLDT:
```
LLDT
 
word
 
LDT_Seg

```